# Thomaz Farkas
Thomaz Farkas est un photographe et cinéaste brésilien, né le 17 octobre 1924 à Budapest (Hongrie), mort le 25 mars 2011, São Paulo. Cinéaste du documentaire, Farkas fut producteur, opérateur et parfois réalisateur.

## Filmographie
Producteur
- 1968 : Brasil Verdade
- 1971 : O Rei dos Milagres
- 1971 : Na Boca da Noite
- 1972 : Herança do Nordeste
- 1973 : O Pica-pau Amarelo
- 1979 : A Caminho das Índias
- 1979 : Coronel Delmiro Gouveia
- 1980 : Certas Palavras com Chico Buarque
- 1981 : Jânio a 24 Quadros